# Ecclesia in Medio Oriente
Ecclesia in Medio Oriente (česky Církev na Blízkém východě) je čtvrtá a poslední postsynodální apoštolská exhortace papeže Benedikta XVI. Byla podepsána 14. září 2012 v libanonském Bejrútu.

## Předání a zveřejnění
Papež Benedikt XVI. předal 16. září 2012 po mši svaté během své návštěvy Bejrútu jednu kopii katolickým patriarchům Blízkého východu, všem patriarchům východních církví sjednocených s Římem, jakož i zástupcům Turecké římskokatolické biskupské konference, Íránské biskupské konference a některým zástupcům laiků.

## Shrnutí
Na začátku se Svatý otec věnuje výchozí situaci křesťanů na Blízkém východě. V první části třídílného dokumentu se papež zabývá křesťanským a ekumenickým životem a mezináboženským dialogem. Poté nastiňuje dvě nové skutečnosti a pojmenovává je jako „sekularizaci a násilný fundamentalismus, který si nárokuje náboženské kořeny“.
V druhé části papež popisuje „společenství věřících“ a znovu se věnuje mottu konference. Konkrétně se věnuje situaci patriarchů, biskupů, kněží, jáhnů a seminaristů. Poté obrací pozornost k zasvěcenému životu, laikům a rodině. Nakonec upozornil na mladé lidi a děti. Na adresu mladých lidí papež řekl: „Nebojte se a nestyďte se za to, že jste křesťané. Váš vztah s Ježíšem vám pomůže velkoryse spolupracovat s bratry bez ohledu na jejich náboženskou příslušnost. Tak bude budoucnost vašich zemí postavena na základech lidské důstojnosti, která je zdrojem svobody, rovnosti a spravedlnosti.“
Třetí, pastorační část, nazvaná „Na druhé straně hlásáme Krista ukřižovaného... Boží moc a Boží moudrost“ 1Kor 1, 4–24 (Kral, ČEP), obsahuje zmínku o „Božím slově, duši a prameni společenství a svědectví“, po níž následují poznámky o liturgii, modlitbě a poutích. V závěrečné exhortaci se papež věnuje evangelizaci a charitě a povzbuzuje k poslání církve. Zmiňuje také význam katecheze a křesťanské výchovy.

## Hlavní zaměření
Mezi jeho názory jsou ústředními body dialog, sekularismus a ženy a děti. Dialog podle něj úzce souvisí s ekumenismem na Blízkém východě. Papež proto apeluje na duchovní ekumenismus a otevřenost. V této souvislosti obhajuje zejména „hluboké pouto mezi judaismem a křesťanstvím“. Benedikt XVI. načrtává obraz skutečné odluky církve od státu a náboženství od politiky. S odkazem na „sekularizaci a násilný fundamentalismus, který si nárokuje náboženské kořeny“, papež načrtl obraz skutečné odluky církve od státu a náboženství od politiky. Uznává obtíže křesťanů na Blízkém východě a vyjadřuje přání, aby se křesťané v těchto regionech usadili. K tématu práv žen napsal následující: „Chtěl bych všechny ženy ujistit, že závazkem katolické církve je v souladu s Božím plánem zlepšit důstojnost žen a postavit je na roveň mužům. To by mělo být odpovědí na mnoho forem diskriminace, kterou trpí jen proto, že jsou ženy,“ uvedl papež. Dále říká: „Taková praxe působí velkou škodu životu společenství a svědectví. Ubližuje nejen ženám, ale především Bohu, Stvořiteli. Vzhledem k jejich přirozenému sklonu milovat a chránit lidský život, k jejich zvláštnímu přínosu pro vzdělání, zdravotnictví, službu lidem a apoštolský život se domnívám, že by ženy měly dostat a zaujmout větší místo ve veřejném a církevním životě. Tak se jim může podařit přispět svým zvláštním dílem k budování bratrštější společnosti a církve, jejíž krása bude o to jasněji zářit ve skutečném společenství pokřtěných.“

## Recepce
U příležitosti desátého výročí zveřejnění tohoto dopisu se na Kypru konala konference, které předsedal Claudio Gugerotti.